# 圣康坦德卡普隆
圣康坦德卡普隆（法語：Saint-Quentin-de-Caplong，法語發音：[sɛ̃ kɑ̃tɛ̃ də kaplɔ̃]，意为“卡普隆的圣康坦”）是法国吉伦特省的一个市镇，属于利布尔讷区。

## 地理
圣康坦德卡普隆（44°47'1"N, 0°7'53"E）面积11.27 平方千米，位于法国新阿基坦大区吉倫特省，该省份为法国西南部沿海省份，是法國本土面积最大的省，北起滨海夏朗德省，西临大西洋，南至朗德省，东南接洛特-加龍省，东临多爾多涅省。
与圣康坦德卡普隆接壤的市镇（或旧市镇、城区）包括：卡普隆、埃内斯、让萨克、莱莱沃和图梅拉格、马叙加、多尔多涅河畔佩萨克、圣安德烈和阿佩勒、圣阿维德苏莱日。

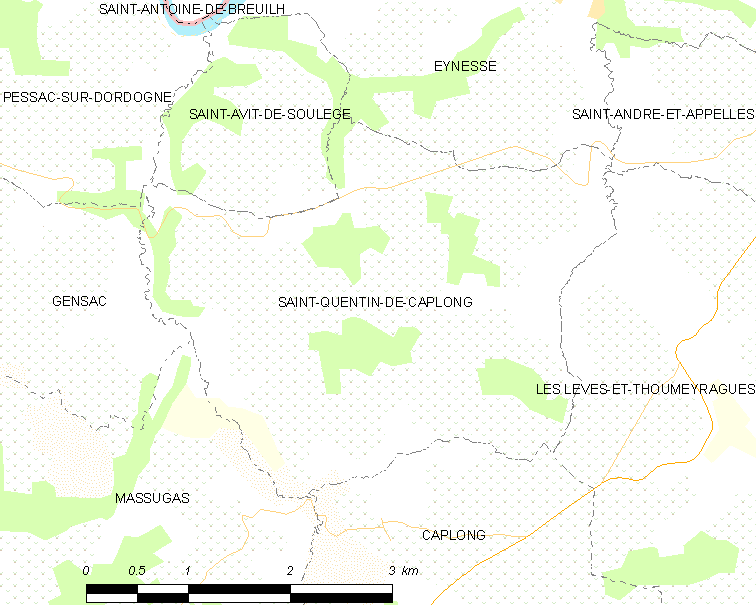
圣康坦德卡普隆的OSM定位图

圣康坦德卡普隆的时区为UTC+01:00、UTC+02:00（夏令时）。

## 行政
圣康坦德卡普隆的邮政编码为33220，INSEE市镇编码为33467。

## 政治
圣康坦德卡普隆所属的省级选区为勒雷奥莱-莱巴斯蒂德县。

## 人口

1962-2008年间圣康坦德卡普隆人口变化图示

圣康坦德卡普隆于2022年1月1日时的人口数量为256人。